# Ун-Хутъюган
Ун-Хутъюган (устар. Ун-Хут-Юган) — река в России, протекает по Октябрьскому району Ханты-Мансийского автономного округа. Длина реки составляет 45 км.
Начинается в болоте Хутъюгантайкал, глубина которого составляет 2 метра. От истока течёт сначала на северо-восток через частично заболоченный сосново-кедровый лес, затем, после впадения левого притока Ай-Хутъюгана, поворачивает на юг и течёт через сосновый и берёзово-еловый лес. Устье реки находится в 84 км по левому берегу реки Нягыньюган.
Ширина реки в низовьях — 11 метров, глубина — 0,8 метра, дно твердое, скорость течения воды — 0,7 м/с.
Название может быть переведено с хантыйского языка как 'Большая река дома'

## Данные водного реестра
По данным государственного водного реестра России относится к Нижнеобскому бассейновому округу, водохозяйственный участок реки — Обь от впадения Иртыша до впадения реки Северная Сосьва, речной подбассейн реки — бассейны притока Оби от Иртыша до впадения Северной Сосьвы. Речной бассейн реки — (Нижняя) Обь от впадения Иртыша.
Код объекта в государственном водном реестре — 15020100112115300019658.